# Juan Antonio Ipiña
Juan Antonio Ipiña Iza (* 23. August 1912 in Ortuella, Bizkaia; † 7. September 1974 in Bilbao, Spanien) war ein spanischer Fußballspieler und -trainer.

## Karriere als Spieler
Juan Antonio Ipiña Iza wuchs als Spieler bei SD Erandio Club auf. Real Sociedad erwarb ihn und ließ ihn 1933 in der Primera División debütieren. 1935 wechselte er zu Atlético Madrid, musste aber nach der Saison, wie alle Spieler, wegen des Spanischen Bürgerkrieges für drei Jahre die Fußballschuhe an den Nagel hängen. Nach der kriegsbedingten Pause ging er 1939 zu Real Madrid und absolvierte dort bis zum Ende seiner aktiven Fußballerkarriere insgesamt 232 Einsätze. Mit den Merengues gewann er 1946 und 1947 die Copa del Rey und 1947 auch noch die Copa Eva Duarte, die Vorgängerin des heutigen spanischen Supercups.

## Karriere als Trainer
Seine Trainerlaufbahn begann er 1950 bei Real Valladolid. Nach zwei Jahren übernahm er die 1. Mannschaft von Real Madrid, sollte aber nur für eine Saison deren Geschicke leiten. Erst nach einer fünfjährigen Pause kehrte er 1958 bei FC Sevilla auf die Trainerbank zurück. Nach nur einem Jahr verließ er Andalusien und ging zu seiner letzten Wirkungsstätte Athletic Bilbao, wo er 1962 seine Trainerkarriere beendete.

## Erfolge als Spieler
- Sieger der Copa del Rey: 1946, 1947
- Sieger der Copa Eva Duarte: 1947